# East Windsor (Connecticut)
East Windsor város az USA Connecticut államában, Hartford megyében. Lakosainak száma 11 190 fő (2020. április 1.).

## Népesség
A település népességének változása:

| 2010 | 11 162 |
| 2020 | 11 190 |